# Palác Noordeinde
Palác Noordeinde (nizozemsky Paleis Noordeinde) je jeden ze tří oficiálních paláců nizozemské královské rodiny. Nachází se v Haagu v provincii Jižní Holandsko. Další dva jsou Královský palác v Amsterdamu a Huis ten Bosch v Haagu. Od roku 2013 je Noordeinde používán nizozemským králem Vilémem Alexanderem jako budova úřadu pro všechny politické a státní záležitosti.

## Historie

### 16. až 18. století
Původní středověký statek byl v roce 1533 přestavěn na prostornou rezidenci správcem holandských stavů panem Willemem van de Goudtem. V suterénu paláce jsou stále k vidění původní sklepy. V letech 1566 až 1591 měl palác různé majitele. Poté byla budova pronajata a v roce 1595 zakoupena holandskými stavy pro Louisu de Coligny, vdovu po Vilémovi I. Oranžském, a jejího syna, prince Frederika Hendrika. Jako uznání Vilémovy služby národu holandské stavy v roce 1609 budovu rodině věnovaly. Frederik Hendrik podstatně rozšířil dům, který byl tehdy známý jako Oude Hof. Začal nákupem okolních pozemků. Na rekonstrukci se podíleli architekti Pieter Post a Jacob van Campen, kteří v roce 1645 prováděli přestavbu paláce Huis ten Bosch. Změny zahrnovaly prodloužení hlavní budovy a přidání křídel na obou stranách, čímž se vytvořila charakteristická forma H, kterou má palác dodnes. V roce 1647 po smrti Frederika Hendrika Oranžského jeho vdova Amálie zu Solms-Braunfels trávila většinu svého času v Oude Hof. Když v roce 1675 zemřela, byl dům po mnoho let víceméně prázdný. Po smrti místodržícího Viléma III. Oranžského v roce 1702 přešla budova do majetku pruského krále Fridricha I., vnuka Frederika Hendrika. 
V roce 1740 bydlel v jednom z apartmánů Voltaire, když jednal s nizozemským vydavatelem Janem van Durenem o vydání eseje Fridricha II. Velikého Antimachiavell. V roce 1754 prodal král Fridrich II. Veliký své pozemky v Nizozemsku nizozemskému místodržiteli Vilémovi V.
Syn Viléma V., budoucí král Vilém I. Nizozemský, začal v roce 1792 bydlet v Oude Hofu. Když však Francie v roce 1795 zaútočila na Nizozemsko, tak se spolu se svým otcem, místodržícím Vilémem V. Oranžským, postavil na stranu protinapoleonské koalice. Během revolučních válek byli on a jeho rodina nuceni uprchnout do Anglie. Francouzi na tomto území vyhlásili Batávskou republiku a později Holandské království, které bylo v letech 1810 až 1814 připojeno přímo k Francii. Oude Hof se stal majetkem Batávské republiky, byl tedy součástí státního majetku a je jím dodnes. Zahrady paláce jsou přístupné veřejnosti.

### Královský palác

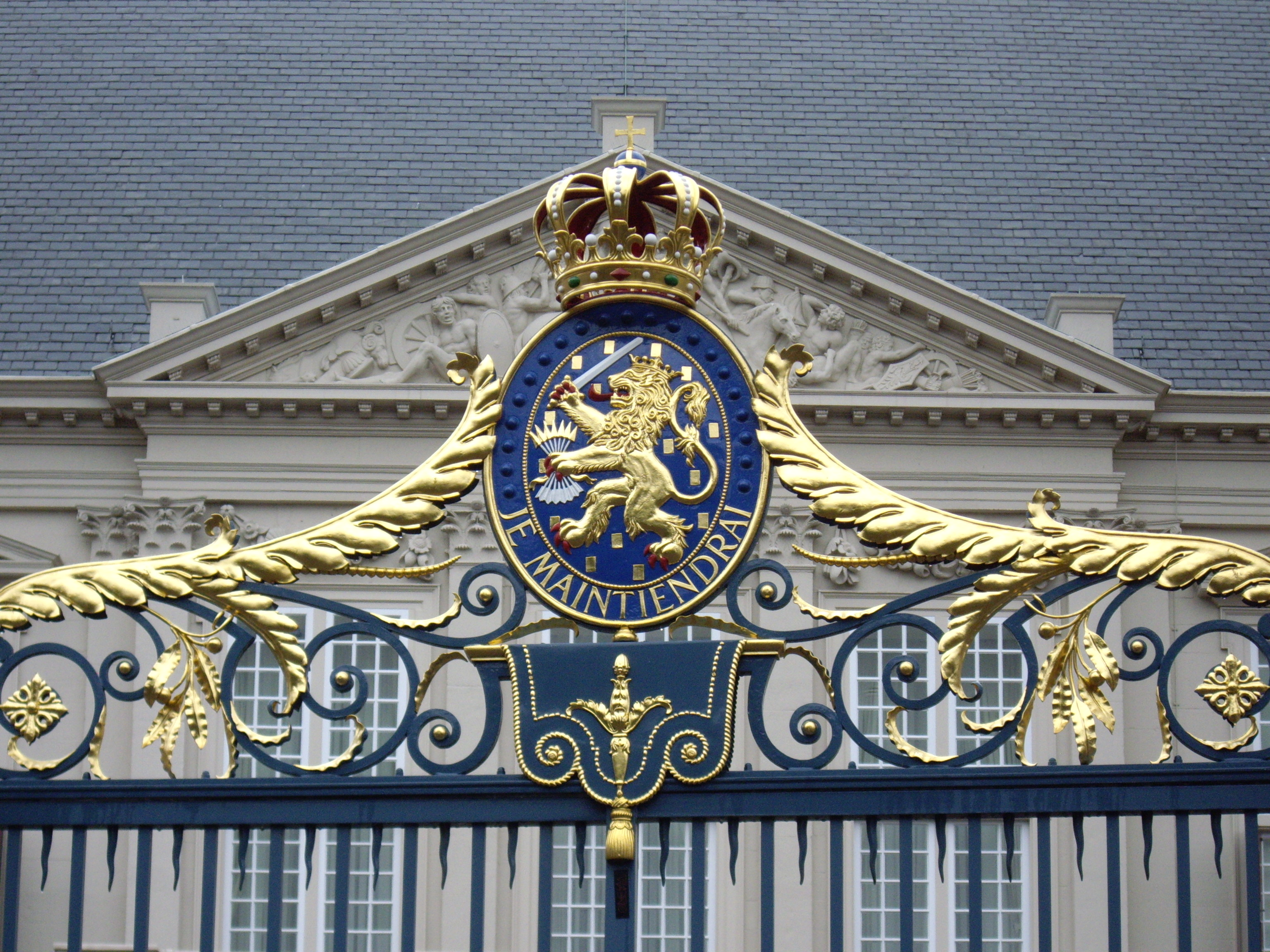
Královský znak na bráně paláce Noordeinde v Haagu

V roce 1813 se po pádu Napoleona vrátil princ Vilém do Nizozemska, kde byl vyhlášen vládcem. Bylo rozhodnuto, že stát poskytne letní a zimní dům pro panovníka. Zpočátku existovaly plány na vybudování nové zimní rezidence, ale nakonec bylo rozhodnuto o rozsáhlých úpravách Oude Hofu. Král Vilém I. se přestěhoval do paláce Noordeinde v roce 1817 a žil tam až do své abdikace v roce 1840. Jeho nástupce, král Vilém II. Nizozemský tam nikdy nebydlel. Stejně jako jeho dědeček, nizozemský král Vilém III. užíval Noordeinde jako svou zimní rezidenci, přestože dával přednost své rezidenci letní, paláci Het Loo v Apeldoornu v majetku dynastie Nasavských. V roce 1876 měl své královské stáje postavené v zahradách za palácem Noordeinde. Dne 18. července 1839 se Vilém III. ve Stuttgartu oženil s Žofií Württemberskou. Po její smrti se dne 17. ledna roku 1879 Vilém podruhé oženil s Emmou Waldecko-Pyrmontskou. Královská rodina pokračovala v užívání Noordeinde jako své zimní rezidence. Jejich dcera, princezna Vilemína, se narodila v roce 1880 právě tam. Královna Emma a její dcera trávili zimu v Noordeinde i po smrti krále v roce 1890. V roce 1895 královna regentka nechala postavit v areálu paláce budovu pro královský archiv.

### Současnost
V roce 1901 se královna Emma přestěhovala do paláce Lange Voorhout, dnešní budovy muzea věnované umělci Mauritsi Cornelisi Escherovi Escher in Het Paleis, zatímco královna Vilemína a její manžel princ Hendrik zůstali v Noordeinde. Až do německé invaze v roce 1940 královna Vilemína stále užívala palác Noordeinde. Po válce byl palác opět využíván jako zimní sídlo královny. V roce 1948 byla centrální část paláce zničena požárem. Ve stejném roce Vilemínina dcera Juliána Nizozemská nastoupila na trůn. Ta upřednostňovala jako své oficiální sídlo Soestdijk Palace. Někteří členové královského domu pokračovali v užívání kanceláří v Noordeinde. V letech 1952 až 1976 byl v severním křídle paláce založen Ústav sociálních studií. Po důkladné rekonstrukci v roce 1984 se palác stal pracovištěm a úřadem nizozemského monarchy pro všechny politické a státní záležitosti.